# Eliminación de Cope
La eliminación de Cope, desarrollada por Arthur C. Cope, es una reacción de eliminación de un N-óxido para formar un alqueno y una hidroxilamina.

## Mecanismo y aplicaciones
El mecanismo de reacción implica un estado de transición cíclico intramolecular de 5 miembros, que conduce a un producto de eliminación de syn, vía Ei. Esta reacción orgánica está estrechamente relacionada con la eliminación de Hofmann, pero la base es parte del grupo saliente. El óxido de amina se prepara por oxidación de la amina correspondiente con un oxidante tal como mCPBA. La eliminación real solo requiere calor.
La siguiente síntesis de metilenciclohexano es ilustrativa de la reacción de Cope:
Las piperidinas son resistentes a una reacción de Cope intramolecular pero con pirrolidina y con anillos de tamaño 7 y mayores, el producto de reacción es una hidroxilamina insaturada. Este resultado es consistente con el estado de transición cíclica de 5 miembros.

## Reacción reversa
Se ha informado de la eliminación inversa o retro-Cope, en la que una hidroxilamina N, N-disustituida reacciona con un alqueno para formar un N-óxido terciario. La reacción es una forma de hidroaminación y puede extenderse al uso de hidroxilamina no sustituida, en cuyo caso se producen oximas.